# Canna (wyspa)
Canna (gael. Canaigh; Eilean Chanaigh) – wyspa w archipelagu Hebrydy Wewnętrzne, położona na zachodnim wybrzeżu Wielkiej Brytanii, należąca do Szkocji. Jest własnością National Trust for Scotland.  

## Opis
Canna jest najbardziej wysuniętą na zachód wyspą Small Isles, leży na północny zachód od Rùm, pomiędzy Skye i South Uist. Ma 7 km (4,3 mil) długości i 1,5 km (0,9 mil) szerokości. Rozciąga się na powierzchni 1314 ha (3247 akrów). Geologicznie jest to platforma lawowa składająca się z terasowej trzeciorzędowej skały bazaltowej. Ma żyzną glebę i wznosi się na 210 m (690 stóp) w Carn a’Ghaill. Na wyspie znajduje się ponad 1000 obiektów archeologicznych, których najwcześniejsze zapisy historyczne związane są ze Świętym Kolumbą, któremu poświęcono klasztor na wyspie.
We wschodniej części znajdują się ruiny zamku, który stanowił więzienie dla kobiety, którą mąż podejrzewał o niewierność. Na północy wyspy pod urwistymi klifami znajduje się Uaigh Righ Lochlainn – grób króla Norwegii. A’ Chill, położona na północny zachód od portu Canna, była główną osadą wyspy do 1851 roku. W 1881 r. populacja ludności na wyspie wynosiła 57 osób. W tym samym roku MacNeil sprzedał wyspę Robertowi Thomowi, właścicielowi statku z Glasgow. W 1938 roku wyspę kupił John Lorne Campbell (1906–1996), szkocki historyk i pisarz. W 1981 r. przekazał prawa własności National Trust for Scotland wraz z archiwami zgromadzonymi w Canna House, dotyczącymi szkockich pieśni i poezji gaelickiej, wiele zdjęć historycznych, rękopisów i nagrań. Campbell mieszkał w Canna House, jednym z dwóch dużych domów na wyspie, do swojej śmierci. Jego żona Margaret Fay Shaw, amerykańska muzyk, mieszkała tam aż do śmierci w 2004 roku.

## Populacja

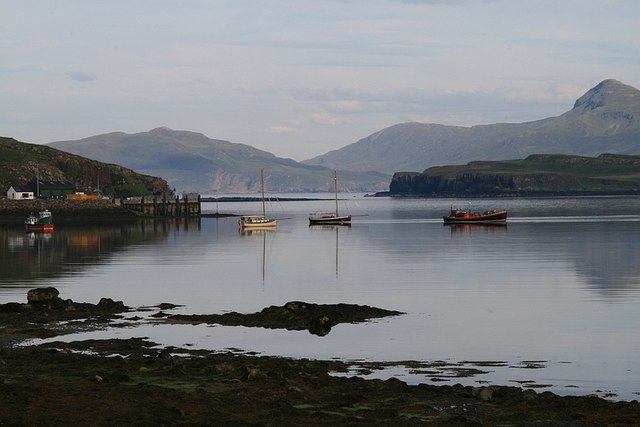
Port na wyspie

Liczba ludności wyspy w 1821 r. wynosiła 436, w XVIII w. spadła o około połowę do 230. W 1861 r. wyspę zamieszkiwało 127 osób, w 1971 jedynie 24. w 1981 było 11 mieszkańców i zaledwie 6 w 2001 roku.
W celu zahamowania tego spadku, NTS odnowił domki do wynajęcia i ogłosił zapotrzebowanie na wykwalifikowanych ludzi, którzy mogliby zamieszkać na wyspie. Sukces był ograniczony, w 2011 r. odnotowano 12 mieszkańców, a w 2017 populacja wynosiła 15.